# Смогожув (Свентокшиське воєводство)
Смогожув (пол. Smogorzów) — село в Польщі, у гміні Стопниця Буського повіту Свентокшиського воєводства.
Населення — 563 особи (2011).
У 1975-1998 роках село належало до Келецького воєводства.

## Демографія
Демографічна структура на день 31 березня 2011 року:
|          | Загалом | Допрацездатний вік | Працездатний вік | Постпрацездатний вік |
| -------- | ------- | ------------------ | ---------------- | -------------------- |
| Чоловіки | 274     | 46                 | 203              | 25                   |
| Жінки    | 289     | 62                 | 148              | 79                   |
| Разом    | 563     | 108                | 351              | 104                  |